# Naissance en 1375
Naissance
- 1371
- 1372
- 1373
- 1374
- 1375
- 1376
- 1377
- 1378
- 1379

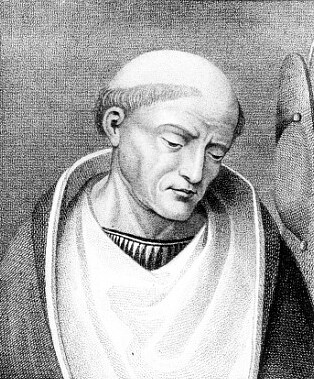
Henri Beaufort de Russie, né en 1375.

Cette page dresse une liste de personnalités nées au cours de l'année 1375  :
- Johannes Abezier (en), personnalité politique et religieuse, représentant de l'Ordre Teutonique.
- Niccolò Albergati, cardinal italien.
- Robert Campin, peintre flamand.
- Guillaume III de Bavière, duc de Bavière.
- Jean de Brosse, seigneur de Boussac (Creuse), Sainte-Sévère (Indre) et Huriel (Allier), maréchal de France.
- Janus de Chypre, roi de Chypre.
- Émond de Dynter, clerc, chroniqueur, géographe et ambassadeur des ducs de Brabant.
- Guillaume-Amanieu de Madaillan, sire de Lesparre, seigneur de Rauzan, Pujols, Carcans, Breuil, Verteuil, Blasimon, Blaignac, La Motte-Verte, en Bordelais et Bazadais, de Cancon en Agenais, maire et gouverneur de Bordeaux.
- Jean de Malestroit, cardinal et chancelier du duc Jean V de Bretagne.
- Antoine de Vergy, comte de Dammartin, chevalier, conseiller et chambellan du roi, maréchal de France.
- Alexandre Fiodorovitch Plechtcheïev, boyard et gouverneur de Kostroma.
- Jaubert Gaucelm, peintre formé dans l'atelier du peintre gothique Pere Serra.
- Nicolas Grenon, compositeur de musique.
- Lan Kham Deng (en), roi du Lan Xang.
- György Lépes, évêque de Transylvanie.
- Ottaviano Nelli, peintre italien.

date incertaine (vers 1375)
- André Abellon, théologien.
- Henri Beaufort, évêque de Lincoln et évêque de Winchester, surnommé le cardinal d'Angleterre.
- Marguerite de Clèves, noble allemande.
- Rafael Destorrents, peintre et enlumineur catalan du style gothique international.
- Gruffudd ab Owain Glyndŵr, fils d'Owain Glyndŵr, le leader de la révolte des Gallois.
- Giacomo Jaquerio, peintre italien et enlumineur.
- Jacob Moelin, talmudiste et décisionnaire rhénan.
- Francisco Rovira y Escuder, cardinal espagnol.
- Alexandre Stuart, comte de Mar.

## Crédit d'auteurs
- Cet article est partiellement ou en totalité issu de l'article intitulé « 1375 » (voir la liste des auteurs).